# HD 74879
HD 74879，又名CD-24 7377，SAO 176439、HR 3483，是一颗恒星，视星等为6.1，位于銀經249.05，銀緯10.91，其B1900.0坐标为赤經8h 41m 29.7s，赤緯-25° 10.91′ 25″。